# Pipfuchsia
Pipfuchsia (Fuchsia corymbiflora) är en art i familjen dunörtsväxter. Den förekommer i södra Colombia, Peru, Bolivia till norra Argentina, i svala fuktiga skogar, 1000-3000 m. Arten odlas som krukväxt i Sverige. Boliviafuchsia (F. boliviana) förs numera till denna art.
Buskar eller små träd med utbrett växtsätt, till 6 m, vanligen under 2 m i odling. Stammarna blir som äldre ihåliga. Blad stora och sammetsludna, elliptiska till äggrunda, till 5-20 cm långa, 10 cm breda. Blommor röda, i stora bladlösa, toppställda klasar, 4-6 cm långa, med tillbakaböjda foderblad. Kronbladen faller tidigt, de är något skruvade. Frukterna är små, cylindriska, 1-2 cm långa, ätliga. De säljs på lokala marknader.

## Odling
Svalt och skyddat från direkt sol. Härdig till 0C°. Förökas med frön.

## Sorter
- 'Alba' - från Colombia. Blommor 7-8 cm långa, blompipen vit eller blekt rosa, nedre delen av blombladen är djupare rosa.
- 'Pink Cornet  - rosavita blommor. Uppdragare Wright (1981).
- 'Pink Trumpet - anilinrosa blommor.

## Synonymer
För vetenskapliga synonymer se Wikispecies.

### Webbkällor
- Svensk Kulturväxtdatabas